# Tajemnica lekarska
Tajemnica lekarska – termin prawniczy wprowadzony w art. 40 ustawy z dnia 5 grudnia 1996 r. o zawodzie lekarza.

Lekarz ma obowiązek zachowania w tajemnicy informacji związanych z pacjentem, a uzyskanych w związku z wykonywaniem zawodu.

Przysięga Hipokratesa w przedostatnim akapicie głosi Cokolwiek bym podczas leczenia, czy poza nim, z życia ludzkiego ujrzał, czy usłyszał, czego nie należy na zewnątrz rozgłaszać, będę milczał, zachowując to w tajemnicy.
Przyrzeczenie Lekarskie w punkcie 4 nakazuje dochować tajemnicy lekarskiej nawet po śmierci chorego.
Kodeks Etyki Lekarza Weterynarii w art. 28 mówi: tajemnicą zawodową objęte jest wszystko, o czym lekarz weterynarii dowiedział się w trakcie wykonywania czynności zawodowych. Z tajemnicy może zwolnić lekarza weterynarii: opiekun zwierzęcia, zagrożenie zdrowia publicznego lub gdy wymagają tego przepisy prawa.